# 하동 쌍계사 승탑
하동 쌍계사 승탑(河東 雙磎寺 僧塔)은 보물 제380호로, 통일신라시대의 부도이다. 쌍계사 경내에 있다. 신라 말, 고려 초의 화강암으로 만든 부도로서, 높이는 2.05m이다. 상대·중대·하대로 이루어진 기단 위에 탑신·옥개석·상륜이 차례로 얹혀 있는 8각원당형의 승탑이다. 전체적으로 각 부분의 비례가 무겁고 조각 수법이 거친 편이다.

## 개요
쌍계사는 성덕왕 23년(723) 의상의 제자인 삼법(三法)이 창건한 절이다. 삼법은 당나라에서 귀국하기 전 “육조혜능(六祖慧能)의 정상(頂相)을 모셔다가 삼신산(三神山)의 눈쌓인 계곡 위의 꽃이 피는 곳에 봉안하라”는 꿈을 꾸었다. 귀국 후 눈 위에 꽃이 피는 땅을 두루 찾아다녔으나 찾지 못하고 지리산에 이르렀다. 그 때 호랑이가 나타나 길을 안내하여 지금의 쌍계사 금당 자리에 도착하였다. 그 곳이 꿈에서 계시한 자리임을 깨닫고 옥천사라는 절을 세웠는데 그후 정강왕 때 쌍계사라는 이름으로 바뀌었다. 임진왜란으로 불에 타버린 것을 벽암(碧巖)이 인조 10년(1632)에 다시 지어 오늘에 이르고 있다. 
쌍계사 북쪽 탑봉우리 능선에 위치한 이 탑은 진감선사(眞鑑禪師)의 승탑으로, 사리를 모시는 탑신(塔身)을 중심으로 아래는 받침부분인 기단(基壇)이고 위는 머리장식부분이다. 
기단은 엎어놓은 연꽃무늬가 새겨진 아래받침돌 위에 8각의 가운데받침돌을 올렸다. 그 위로 다시 솟은 연꽃무늬를 새긴 윗받침돌을 올려 대칭적으로 표현하였다. 기단 위에는 두꺼운 괴임돌이 삽입되어 눈에 띄는데 구름무늬가 가득 새겨져있다. 탑신의 몸돌은 밋밋한 8각이다. 지붕은 넓으며 밑면에는 서까래인 듯 보이는 받침을 두고 있다. 추녀는 끝에서 위로 들려있고 여덟 곳의 귀퉁이 끝에는 아름다운 꽃조각이 앙증맞게 솟아있다. 
머리장식으로는 보개(寶蓋:지붕모양의 장식)가 있고 짧은 기둥 위로 타원형의 돌이 솟아 있다. 
모든 부재를 8각형으로 조성한 탑이며, 각 부의 비례가 적당하지 않고 조각도 생략되거나 형식화되는 과정을 보이고 있다. 탑비와 함께 9세기 후반에 만들어진 것으로 추정된다.

## 같이 보기
- 쌍계사

## 참고 자료
- 하동 쌍계사 승탑 - 국가유산청 국가유산포털